# Russisch Olympisch Comité
Het Russische Olympische Comité (Russisch: Олимпийский комитет России, Olimpijskij komitet Rossii, OKR) is het Nationaal Olympisch Comité van Rusland. Het vertegenwoordigt de nationale belangen in het Internationaal Olympisch Comité (IOC) en de Olympische beweging op nationaal niveau. De voorzitter van het OKR is sinds 2010 Aleksandr Zjoekov; de executive director sinds 2012 is Nikolaj Tolstych.
Het OKR werd in 1911 opgericht en in 1912 opgenomen in het IOC. Na de oprichting van de Sovjet-Unie werd het OKR ontbonden en het keerde in 1951 terug als het Sovjet-Russische Olympische Comité. Na de ontbinding van de Sovjet-Unie in 1992 werd het OKR opnieuw opgericht als Olympisch vertegenwoordiger van de nieuwe Russische Federatie.

## Voorzitters
- 1911-1918: Vjatsjeslav Sreznevski
- 1992-2001: Vitali Smirnov
- 2001-2010: Leonid Tjagatsjev
- 2010-2018: Aleksandr Zjoekov
- 2018-heden: Stanislav Pozdnjakov